# Hermann Fischer
Pour les articles homonymes, voir Fischer.
Hermann Fischer (né le 19 février 1894 à Ostheim et mort le 12 avril 1968 à Bonn) est un Generalleutnant allemand qui a servi au sein de la Heer dans la Wehrmacht pendant la Seconde Guerre mondiale.
Il a été récipiendaire de la croix de chevalier de la croix de fer. Cette décoration est attribuée pour récompenser un acte d'une extrême bravoure sur le champ de bataille ou un commandement militaire avec succès.

## Biographie
Hermann Fischer s'engage dans l'armée prussienne le 17 février 1913 en tant que porte-drapeau. Le 19 juin 1914, il est promu lieutenant avec le brevet du 23 juin 1912 dans le 32e régiment d'infanterie. En tant qu'officier, il combat pendant la Première Guerre mondiale. 
Hermann Fischer est capturé par les forces soviétiques le 8 mai 1945 dans la poche de Courlande. Il reste en captivité jusqu'en 1955.

## Promotions
| Fähnrich        | 20 octobre 1913   |
| Leutnant        | 19 juin 1914      |
| Oberleutnant    | 6 novembre 1917   |
| Hauptmann       | 1er décembre 1925 |
| Major           | 1er juin 1934     |
| Oberstleutnant  | 1er octobre 1936  |
| Oberst          | 1er août 1939     |
| Generalmajor    | 1er avril 1942    |
| Generalleutnant | 1er avril 1943    |

## Décorations
- Croix de fer (1914)
  - 2e classe (14 septembre 1914)
  - 1re classe (22 mai 1918)
- Insigne des blessés (1914)
  - en noir (7 novembre 1918)
- Croix d'honneur pour combattants 1914-1918 (14 février 1935)
- Agrafe de la croix de fer (1939)
  - 2e classe (23 avril 1940)
  - 1re classe (10 mai 1940)
- Médaille de service de la Wehrmacht 4e à 1re classe
- Médaille du Front de l'Est
- Ordre de la Croix de la Liberté 2e classe avec glaives (10 février 1942)
- Croix de chevalier de la croix de fer
  - Croix de chevalier le 9 mai 1940 en tant que Oberst et commandant du Infanterie-Regiment 340[1]
- Bande de bras Kurland